# Jastarnia
Jastarnia (kasjubiska Jastarniô, tyska Heisternest) är en stad i Pommerns vojvodskap i Polen. Staden har en yta på 7,8 km2 och hade 3 866 invånare år 2014.